# Hombre sobre delfín (escultura)

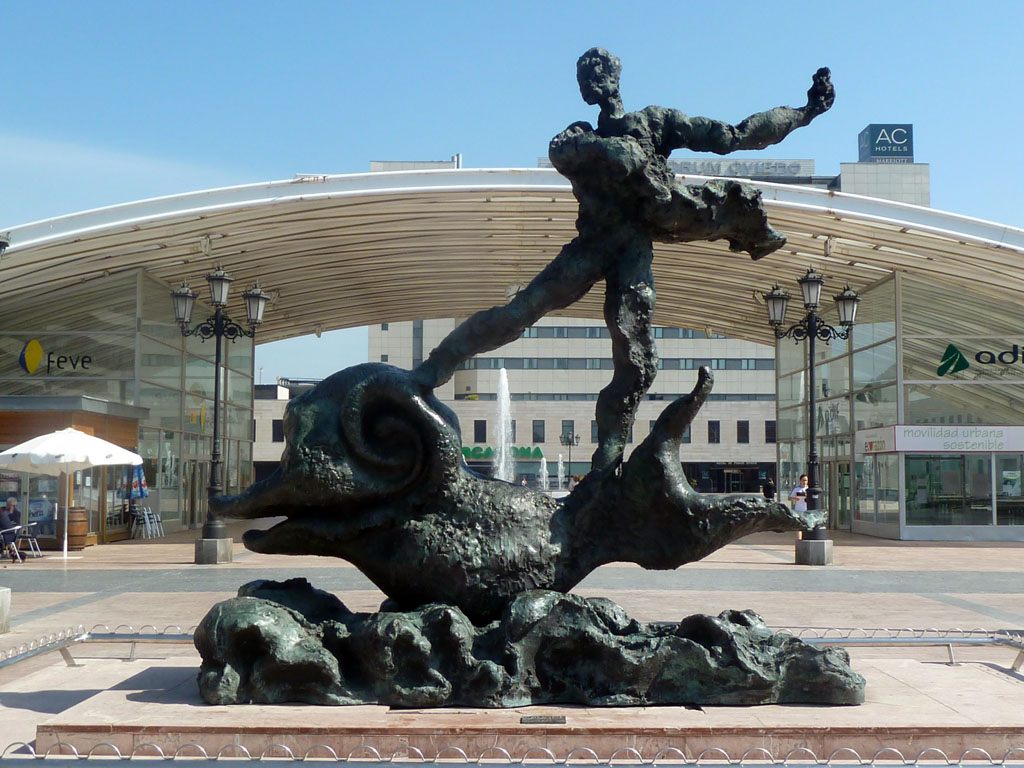

L'escultura urbana coneguda pel nom Hombre sobre delfín, a la plaça de los Ferroviarios de Oviedo, sobre La Losa de Renfe, a la ciutat d'Oviedo, Principat d'Astúries, Espanya, és una de les més d'un centenar que adornen els carrers de l'esmentada ciutat espanyola.
Oviedo es veu adornat per obres escultòriques, generalment monuments commemoratius dedicats a personatges d'especial rellevància en un primer moment, i més purament artístiques des de finals del segle xx.
L'escultura, feta de bronze, és obra de Salvador Dalí, i està datada la inauguració el 1999.
Aquesta escultura està signada i numerada per l'artista català, i és la tercera d'una sèrie de nou, l'original està datat a 1974, moment en la carrera de Dalí, en el qual l'autor busca noves tècniques expressives per a la seva imaginació. A 1982 es va fondre en bronze amb pàtina que li dona un to verd.
Amb aquesta escultura, Dalí tracta de descriure la seva visió onírica de la Mediterrània i la mitologia clàssica.